# Elliot Slessor
Elliot Slessor (Gateshead, Engeland, 4 augustus 1994) is een Engels professioneel snookerspeler. 
Een halve finale bereikte Slessor op het British Open 2021. Hij verloor van Gary Wilson met 4-3. Ook op de Northern Ireland Open 2017 had hij de halve finale behaald. Hij verloor van Mark Williams nadat hij in de derde ronde met 4-1 Ronnie O'Sullivan had verslagen.

## Wereldkampioenschap
Hoofdtoernooi (laatste 32 of beter):
| #  | Seizoen     | Editie  | Prestatie  | Extra                            |
| -- | ----------- | ------- | ---------- | -------------------------------- |
| 1. | 2022 / 2023 | WK 2023 | Laatste 32 | Verloor met 10-8 van Gary Wilson |